# Kulturel evolution
Kulturel evolution eller den kulturelle evolution er en fællesbetegnelse for teorier om den kulturelle og / eller sociale udvikling, som forsøger at beskrive, hvordan kulturer og samfund har udviklet sig gennem historien. Den kulturelle evolution bygger på den grund-antagelse at på samme måde hvor man kan beskrive dyr og fortids menneskers biologiske evolution så kan kulturens udvikling også beskrives, som et langt forløb frem til nutiden. 
Den kulturelle evolution beskriver, hvordan folk har relation til samfundsudviklingen i både tekniske og sproglige nyskabelser.